# 张尕遗址
张尕遗址，位于中国青海省循化县白庄乡张尕村，为第四批青海省文物保护单位，公布日期为1986年5月27日，类型为古遗址。
张尕遗址的历史年代为马家窑类型、齐家文化。